# North-West District, Botswana
North-West District är ett distrikt i Botswana. Distriktet täcker 129 930 km² och har 142 970 invånare (2001). Huvudort är Maun. Distriktet bildades 2001 genom en sammanslagning av Chobe och Ngamiland. År 2006 bröts Chobe ut till ett eget distrikt. 
North-West District gränsar till Namibia i väster och Zambia i norr  samt till distrikten Chobe, Ghanzi och Central. Det delas in i underdistrikten Delta, Ngamiland East och Ngamiland West.
I distriktet ligger världens största inlandsdelta, Okavangodeltat.